# بلک‌جک

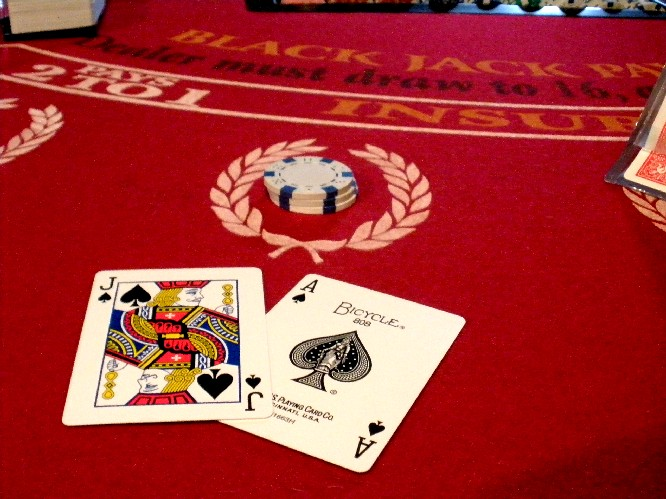
کارت‌هایی با مجموع ارزش ۲۱ در بازی بلک‌جک.

بلک‌جک یا بیست‌ویک یک بازی کارتی است. بلک‌جک، یکی از محبوب‌ترین بازی‌های کارتی کازینویی است که هدف آن رسیدن به مجموع امتیازی نزدیک‌تر به ۲۱ نسبت به ورق کش، بدون آنکه از این عدد تجاوز شود، است. در این بازی، کارت‌های عدددار به ارزش عددی خود و کارت‌های حرفی (سرباز، بی بی، شاه) هر کدام به ارزش ۱۰ و آس نیز می‌تواند به ارزش ۱ یا ۱۱ محسوب شود.
بازی بلک‌جک با دریافت دو کارت اولیه آغاز می‌شود و بازیکن می‌تواند با دریافت کارت‌های بیشتر، مجموع امتیاز خود را افزایش دهد. اگر مجموع امتیاز بازیکن از ۲۱ بیشتر شود، او باخته است. پس از اینکه همه بازیکنان تصمیم خود را گرفتند، ورق کش کارت‌های خود را رو می‌کند و سعی می‌کند به مجموعی نزدیک به ۲۱ برسد. اگر ورق کش از ۲۱ بگذرد، تمام بازیکنانی که هنوز در بازی هستند برنده می‌شوند.
بلک‌جک یک بازی ترکیبی از شانس و مهارت است. اگرچه نتیجه بازی تا حد زیادی به کارت‌هایی که به بازیکن داده می‌شود بستگی دارد، اما تصمیم‌گیری‌های استراتژیک بازیکن نیز نقش مهمی در موفقیت او ایفا می‌کند. بسیاری از بازیکنان از سیستم‌های کارت شماری برای افزایش شانس برد خود استفاده می‌کنند، اما این روش‌ها در بسیاری از کازینوها ممنوع است.

## تاریخچه
پیش‌درآمد بلک جک، بازی بیست و یک بوده که خود خاستگاهی ناشناخته دارد. اولین مرجع مکتوب در این زمینه به کتابی از نویسنده شهیر اسپانیایی میگوئل د سروانتس (Miguel de Cervantes) بازمی‌گردد که بیشتر به خاطر نوشتن رمان دن کیشوت معروف است. سروانتس خود یک از علاقه‌مندان قمار بود و شخصیت‌های اصلی داستان رینکونت و کورتادیلو در «رمان‌های سرمشق» چند بازیکن متقلب بودند که در شهر سویل کار می‌کردند.
آنها در تقلب در بازی ونتیونا (معادل اسپانیایی بیست و یک) مهارت داشتند و رمان بیان می‌کند که هدف از این بازی، رسیدن به امتیاز ۲۱ بدون فراتر رفتن از آن است و ارزش آس معادل ۱ یا ۱۱ است. بازی با دست ورق‌های اسپانیای باراخا (baraja) انجام می‌شود که فاقد کارت‌های هشت و نه و ده است. این داستان کوتاه بین سال‌های ۱۶۰۱ و ۱۶۰۲ نوشته شده، بدین ترتیب می‌توان نتیجه گرفت که ونتیونا از آغاز قرن هفدهم یا قبل از آن در کاستیا بازی می‌شده است. ارجاعات بعدی به این بازی در فرانسه و اسپانیا دیده می‌شود.
هنگامی که بیست و یک در ایالات متحده معرفی شد، خانه‌های شرط‌بندی برای جلب علاقه بازیکنان اقدام به پرداخت جایزه می‌کردند. یکی از این جایزه ها، پرداخت ده به یک بود که در صورت وجود دستی شامل آس پیک و سرباز سیاه (سرباز پیک یا خاج) فعال می‌شد.
این دست «بلک جک» نامیده می‌شد و به مرور زمان این نام روبازی ماندگار شد، حتی با وجودی‌که جایزه ده به یک به زودی برداشته شد. در بازی مدرن، بلک جک به هر دستی شامل یک آس به اضافه یک کارت ده یا عکس، صرف نظر از خال یا رنگ اشاره دارد.

## نحوه بازی
هدف این بازی، دستیابی به امتیاز ۲۱ یا نزدیک‌ترین امتیاز به آن است، بدون اینکه از این عدد تجاوز شود. ارزش کارت‌ها به این صورت است: کارت‌های ۲ تا ۱۰ مطابق عدد خود امتیاز دارند، کارت‌های عکس‌دار (شاه، بی‌بی، سرباز) هر کدام ۱۰ امتیاز دارند و آس می‌تواند ۱ یا ۱۱ امتیاز باشد، بسته به اینکه کدام مقدار برای بازیکن بهتر است. بازی بین بازیکنان و ورق کش (پخش‌کننده) انجام می‌شود و هدف اصلی، شکست دادن ورق کش است، نه رقابت مستقیم با سایر بازیکنان.
در ابتدای بازی، هر بازیکن دو کارت دریافت می‌کند که معمولاً به رو هستند، در حالی که ورق کش یک کارت به رو و یک کارت به پشت می‌گیرد. بازیکنان پس از دیدن کارت‌های خود، می‌توانند تصمیم بگیرند که کارت بیشتری بگیرند (Hit) یا دست خود را ثابت نگه دارند (Stand). هدف این است که دست بهینه‌ای تشکیل دهند که یا دقیقاً ۲۱ امتیاز داشته باشد یا به آن نزدیک‌تر باشد، اما اگر مجموع امتیاز کارت‌های بازیکن از ۲۱ فراتر رود، بازیکن «Bust» شده و به‌طور خودکار بازنده می‌شود.
اگر بازیکنی در همان دو کارت ابتدایی به امتیاز ۲۱ برسد (معمولاً با یک آس و یک کارت عکس‌دار)، دست او به عنوان «بلک‌جک» شناخته می‌شود و معمولاً یک برد فوری محسوب می‌شود، مگر اینکه ورق کش نیز بلک‌جک داشته باشد که در این صورت بازی مساوی است. در موارد دیگر، بازی ادامه می‌یابد و ورق کش نیز باید پس از پایان نوبت بازیکنان، دست خود را بازی کند. قوانین معمولاً ورق کش را ملزم می‌کنند که تا زمانی که مجموع کارت‌های او کمتر از ۱۷ است، کارت بکشد و در ۱۷ یا بیشتر بایستد.
بلک‌جک همچنین شامل گزینه‌های استراتژیک دیگری است. برای مثال، بازیکن ممکن است بتواند شرط خود را دو برابر کند (Double Down) و تنها یک کارت اضافی بگیرد، یا اگر دو کارت یکسان داشته باشد، آن‌ها را به دو دست جداگانه تقسیم کند (Split). علاوه بر این، در برخی نسخه‌ها، بازیکن می‌تواند در صورت داشتن دست نامطلوب، شرط خود را تسلیم کند (Surrender) و بخشی از شرط خود را بازپس گیرد. این تصمیمات باید با دقت و بر اساس کارت‌های خود بازیکن و کارت‌های قابل مشاهده ورق کش گرفته شود.
در پایان هر دست، برنده تعیین می‌شود. اگر امتیاز بازیکن بیشتر از ورق کش باشد، یا اگر ورق کش Bust شود، بازیکن برنده است و معمولاً به نسبت ۱:۱ جایزه می‌گیرد. اگر بازیکن بلک‌جک داشته باشد، معمولاً به نسبت ۳:۲ پرداخت می‌شود. اما اگر ورق کش برنده شود یا بازی مساوی شود، بازیکن شرط خود را از دست می‌دهد یا پس می‌گیرد. در نهایت، ترکیبی از شانس و استراتژی است که بلک‌جک را به یکی از جذاب‌ترین بازی‌های کازینویی تبدیل کرده است.

### استراتژی اساسی بازی
استراتژی اساسی بلک‌جک مجموعه‌ای از قوانین و تصمیم‌گیری‌های بهینه است که بر اساس احتمال‌ها و ریاضیات طراحی شده‌اند تا بازیکن شانس بیشتری برای برد در مقابل ورق کش داشته باشد. این استراتژی به شما می‌گوید که در هر شرایطی (با توجه به کارت‌های شما و کارت ورق کش) چه کاری بهتر است انجام دهید، مانند گرفتن کارت (Hit)، ثابت ماندن (Stand)، تقسیم کردن دست (Split)، یا دو برابر کردن شرط (Double Down). هدف این است که با پیروی از این استراتژی، مزیت کازینو را به حداقل برسانید.
اولین اصل استراتژی پایه این است که تصمیم‌گیری شما باید بر اساس ارزش دست شما و کارت به‌رو دیلر باشد. برای مثال، اگر مجموع کارت‌های شما ۱۲ باشد و کارت دیلر بین ۴ تا ۶ باشد، بهترین تصمیم ایستادن (Stand) است، زیرا احتمال Bust شدن دیلر در این حالت زیاد است. اما اگر کارت دیلر ۷ یا بالاتر باشد، شما باید کارت دیگری بگیرید (Hit)، زیرا احتمال دارد دیلر دست قوی‌تری داشته باشد.
یکی از نکات کلیدی در استراتژی پایه این است که همیشه وقتی دو کارت اول شما آس و ۸ هستند، دست خود را تقسیم کنید (Split). اما هرگز دو ۱۰ یا دو ۵ را تقسیم نکنید. دلیل این امر این است که دو ۱۰ برابر ۲۰ امتیاز است که دست بسیار قوی‌ای محسوب می‌شود، و دو ۵ برای دو برابر کردن شرط (Double Down) مناسب است. همچنین اگر دیلر کارت ضعیفی مانند ۶ داشته باشد، تقسیم کردن کارت‌ها می‌تواند شانس برد شما را افزایش دهد.
در استراتژی پایه، دو برابر کردن شرط (Double Down) نیز اهمیت زیادی دارد. این کار زمانی توصیه می‌شود که شانس زیادی برای بهبود دست خود داشته باشید. برای مثال، اگر مجموع دست شما ۱۱ باشد و کارت دیلر ۶ باشد، بهترین گزینه دو برابر کردن شرط است، زیرا احتمال زیادی وجود دارد که کارت بعدی شما ۱۰ باشد و به ۲۱ برسید.
در نهایت، یکی دیگر از قوانین مهم این است که اگر دیلر یک کارت آس داشته باشد و به شما گزینه «بیمه» (Insurance) داده شود، هرگز بیمه نگیرید. بیمه شرطی است که در بلندمدت به نفع کازینو است. به‌طور کلی، استراتژی پایه یک ابزار بسیار مفید است، اما نیاز به تمرین و حافظه دارد تا بتوانید آن را به‌طور مؤثر در بازی به کار ببرید.
استراتژی اساسی بازی در جدول زیر نشان داده شده است.
| Player hand                   | Dealer's face-up card | Dealer's face-up card | Dealer's face-up card | Dealer's face-up card | Dealer's face-up card | Dealer's face-up card | Dealer's face-up card | Dealer's face-up card | Dealer's face-up card | Dealer's face-up card |
| ----------------------------- | --------------------- | --------------------- | --------------------- | --------------------- | --------------------- | --------------------- | --------------------- | --------------------- | --------------------- | --------------------- |
| Player hand                   | 2                     | 3                     | 4                     | 5                     | 6                     | 7                     | 8                     | 9                     | 10                    | A                     |
| Hard totals (excluding pairs) |                       |                       |                       |                       |                       |                       |                       |                       |                       |                       |
| 18–21                         | S                     | S                     | S                     | S                     | S                     | S                     | S                     | S                     | S                     | S                     |
| 17                            | S                     | S                     | S                     | S                     | S                     | S                     | S                     | S                     | S                     | Us                    |
| 16                            | S                     | S                     | S                     | S                     | S                     | H                     | H                     | Uh                    | Uh                    | Uh                    |
| 15                            | S                     | S                     | S                     | S                     | S                     | H                     | H                     | H                     | Uh                    | Uh                    |
| 13–14                         | S                     | S                     | S                     | S                     | S                     | H                     | H                     | H                     | H                     | H                     |
| 12                            | H                     | H                     | S                     | S                     | S                     | H                     | H                     | H                     | H                     | H                     |
| 11                            | Dh                    | Dh                    | Dh                    | Dh                    | Dh                    | Dh                    | Dh                    | Dh                    | Dh                    | Dh                    |
| 10                            | Dh                    | Dh                    | Dh                    | Dh                    | Dh                    | Dh                    | Dh                    | Dh                    | H                     | H                     |
| 9                             | H                     | Dh                    | Dh                    | Dh                    | Dh                    | H                     | H                     | H                     | H                     | H                     |
| 5–8                           | H                     | H                     | H                     | H                     | H                     | H                     | H                     | H                     | H                     | H                     |
| Soft totals                   |                       |                       |                       |                       |                       |                       |                       |                       |                       |                       |
|                               | 2                     | 3                     | 4                     | 5                     | 6                     | 7                     | 8                     | 9                     | 10                    | A                     |
| A,9                           | S                     | S                     | S                     | S                     | S                     | S                     | S                     | S                     | S                     | S                     |
| A,8                           | S                     | S                     | S                     | S                     | Ds                    | S                     | S                     | S                     | S                     | S                     |
| A,7                           | Ds                    | Ds                    | Ds                    | Ds                    | Ds                    | S                     | S                     | H                     | H                     | H                     |
| A,6                           | H                     | Dh                    | Dh                    | Dh                    | Dh                    | H                     | H                     | H                     | H                     | H                     |
| A,4–A,5                       | H                     | H                     | Dh                    | Dh                    | Dh                    | H                     | H                     | H                     | H                     | H                     |
| A,2–A,3                       | H                     | H                     | H                     | Dh                    | Dh                    | H                     | H                     | H                     | H                     | H                     |
| A,A                           | H                     | H                     | H                     | H                     | Dh                    | H                     | H                     | H                     | H                     | H                     |
| Pairs                         |                       |                       |                       |                       |                       |                       |                       |                       |                       |                       |
|                               | 2                     | 3                     | 4                     | 5                     | 6                     | 7                     | 8                     | 9                     | 10                    | A                     |
| A, A                          | SP                    | SP                    | SP                    | SP                    | SP                    | SP                    | SP                    | SP                    | SP                    | SP                    |
| 10,10                         | S                     | S                     | S                     | S                     | S                     | S                     | S                     | S                     | S                     | S                     |
| 9,9                           | SP                    | SP                    | SP                    | SP                    | SP                    | S                     | SP                    | SP                    | S                     | S                     |
| 8,8                           | SP                    | SP                    | SP                    | SP                    | SP                    | SP                    | SP                    | SP                    | SP                    | Usp                   |
| 7,7                           | SP                    | SP                    | SP                    | SP                    | SP                    | SP                    | H                     | H                     | H                     | H                     |
| 6,6                           | SP                    | SP                    | SP                    | SP                    | SP                    | H                     | H                     | H                     | H                     | H                     |
| 5,5                           | Dh                    | Dh                    | Dh                    | Dh                    | Dh                    | Dh                    | Dh                    | Dh                    | H                     | H                     |
| 4,4                           | H                     | H                     | H                     | SP                    | SP                    | H                     | H                     | H                     | H                     | H                     |
| 2,2–3,3                       | SP                    | SP                    | SP                    | SP                    | SP                    | SP                    | H                     | H                     | H                     | H                     |

Key:
S = Stand
H = Hit
Dh = Double (if not allowed, then hit)
Ds = Double (if not allowed, then stand)
SP = Split
Uh = Surrender (if not allowed, then hit)
Us = Surrender (if not allowed, then stand)
Usp = Surrender (if not allowed, then split)